# 拉萨罗·马丁内斯·桑特赖
拉萨罗·马丁内斯·桑特赖（西班牙語：Lázaro Martínez Santray，1997年11月3日—），古巴男子田径运动员，2016年世界U20田径锦标赛男子三级跳远金牌得主、2022年世界室内田径锦标赛男子三级跳远金牌得主、2023年世界田径锦标赛男子三级跳远银牌得主。